# Stamira
Stamira, o anche Stamura (Ancona, prima del 1173 – Ancona, 1º settembre 1173), è stata una patriota italiana.

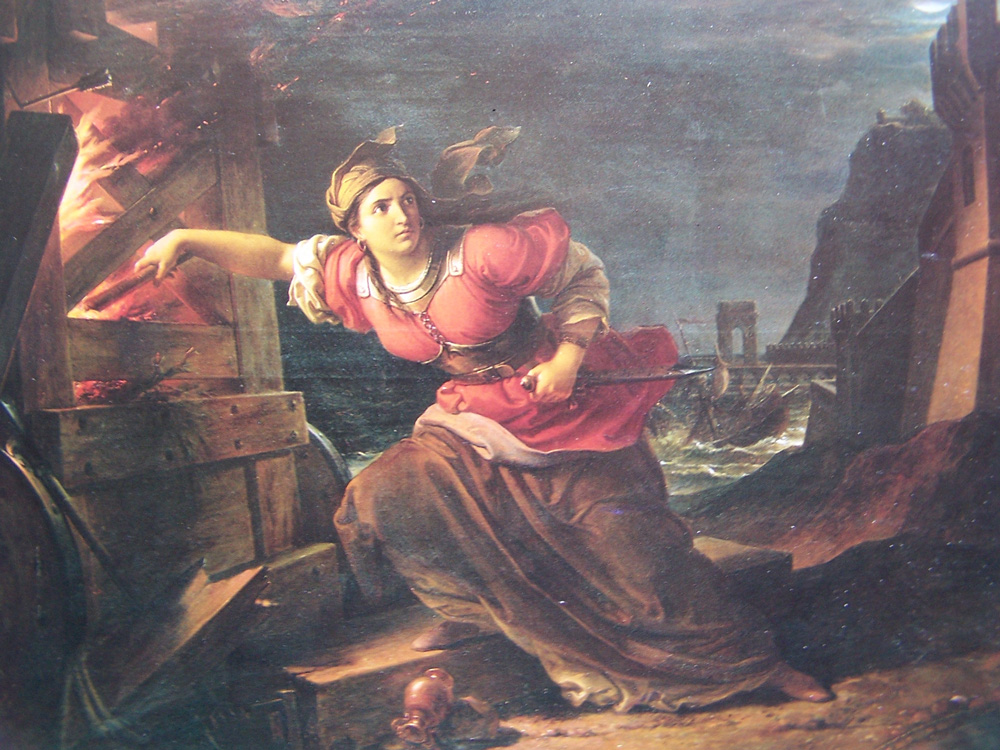
Stamira rappresentata dal pittore anconetano ottocentesco Francesco Podesti.

Fu la donna che, durante l'assedio di Ancona del 1173, ebbe il coraggio di uscire da una porta cittadina per incendiare un accampamento nemico, noncurante dei soldati imperiali che tentavano di ucciderla.

## Storia

### L'atto eroico di Stamira

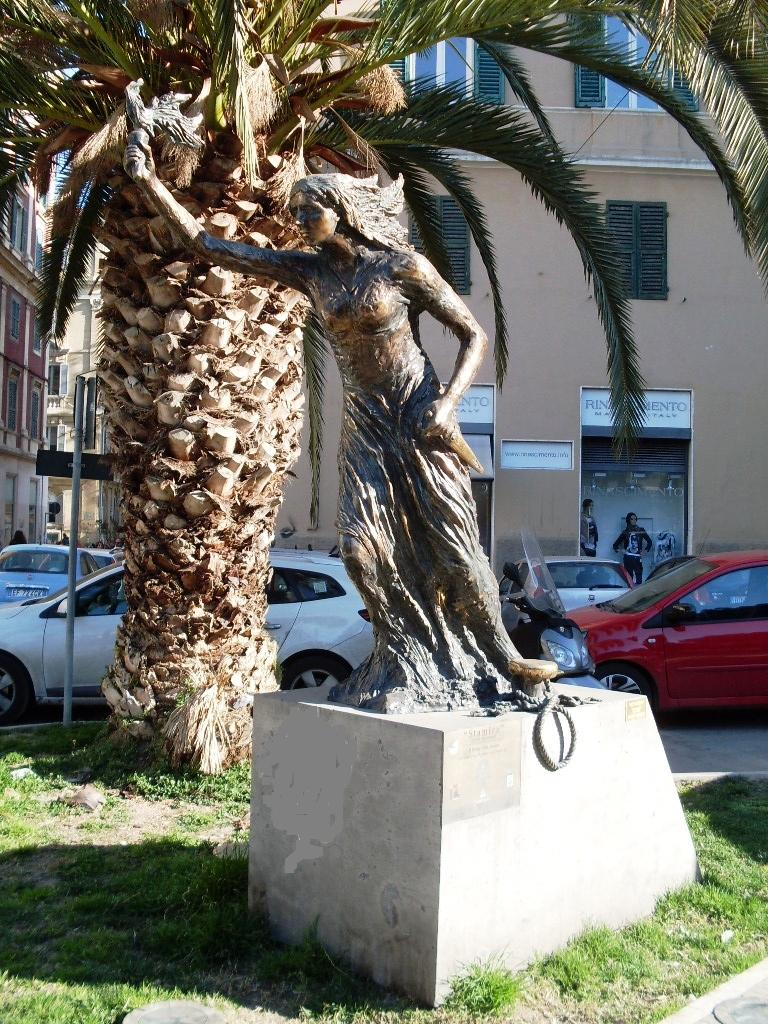
Statua di Stamira in Piazza Stamira ad Ancona

Nel 1173 la Repubblica di Ancona, al tempo repubblica marinara, era stata posta da alcuni mesi sotto assedio dall'arcivescovo di Magonza Cristiano di Buch, per conto dell'imperatore Federico Barbarossa. Si era al tempo delle lotte tra le forze imperiali e le città italiane che non intendevano sottomettersi al dominio degli imperatori.
A fine maggio 1173 iniziò l'assedio di Ancona, che aveva giurato fedeltà all'Imperatore bizantino Manuele Comneno. L'Impero aveva in odio la città per le sue pretese di indipendenza, con la sua ostinata resistenza al fallito tentativo di occupazione del 1167, ma anche perché era legata all'Impero d'Oriente. Le truppe imperiali avevano preventivamente chiesto ed ottenuto l'alleanza della flotta veneziana (nonostante il conflitto in corso tra gli imperiali e le città italiche associate nella Lega Lombarda, della quale la Repubblica di Venezia pure faceva parte): Venezia, infatti, aveva colto l'occasione per liberarsi una volta per tutte della sua rivale nei traffici marittimi in Adriatico e nel Mediterraneo. Pertanto, contro la città di Ancona erano schierate le maggiori potenze del tempo.
L'assedio durò oltre quattro mesi, durante il quale rimase memorabile l'eroico gesto di una donna, la vedova Stamira. Nel corso di una breve sortita gli anconetani erano riusciti a gettare una botte contenente della resina e della pece davanti agli steccati degli attaccanti, allo scopo di impedirne l'ingresso in città, ma era molto pericoloso accenderla. La vedova Stamira, uscendo arditamente dalle mura, con un'ascia spezzò la botte e le diede fuoco, distruggendo così parte delle macchine da guerra degli assedianti, rimanendo però anche lei uccisa. Grazie a questo suo sacrificio, gli anconetani poterono uscire per un breve periodo dalle mura, in modo da potersi rifornire di cibo e proseguire la resistenza della città.
A metà ottobre Cristiano e i Veneziani dovettero abbandonare l'assedio, in quanto gli Anconetani erano riusciti ad avvisare i propri alleati Aldruda Frangipane, contessa di Bertinoro, e Guglielmo Marcheselli, capo guelfo di Ferrara, che giunsero con le proprie schiere a liberare la città dorica.

### La questione del nome
Le vicende dell'assedio furono narrate alcuni anni dopo, nel 1204, da Boncompagno da Signa, nel Liber de Obsidione Anconae o "Liber de obsidione Ancone", di cui rimangono tre copie: una di queste è conservata al Vaticano, la seconda alla Biblioteca Nazionale di Parigi, la terza è rimasta inedita fino al 1723, quando venne acquistata da Padre Auriberti da Brescia; il testo fu tradotto e pubblicato dallo storico Ludovico Antonio Muratori nel 1725. Nell'Ottocento questa copia venne di nuovo ceduta e trasferita a Cleveland (Ohio, USA).
Muratori, dopo lunghe ricerche sulla storia d'Italia, principalmente sul periodo medievale, pubblicò gli "Annali d'Italia", produzione poderosa in cui lo storico raccontò la storia italiana dall'era volgare al 1749, riportando la traduzione del nome dell'eroina anconetana, in origine Stamyra, come Stamura. Dalla metà dell'Ottocento questi volumi ebbero molta fortuna e larga diffusione e il nome Stamira venne praticamente soppiantato con Stamura.
In Ancona, Palermo Giangiacomi, storico autodidatta e consigliere comunale, nel 1936 convinse con le sue argomentazioni l'amministrazione comunale a trasformare la titolazione dei luoghi pubblici da Stamura a Stamira.
Il poeta vernacolare Ferruccio Marchetti in Stamira o Stamura? la raccontò così:
la Sucietà, la chiamene Stamura;
sta gente lège, guarda, studia, gira;
ma qual è 'l nome suo, miga è scigura.»
la società, la chiamano Stamura;
questa gente legge, osserva, studia, va in giro;
ma su quale sia il suo nome, mica è sicura.»

### La versione romanzata di Giuseppe Cannonieri
Nel 1848 apparve, per i tipi dell'editore Pier Carlo Soldi di Firenze il volume L'assedio di Ancona dell'anno 1174 di Giuseppe Cannonieri di Modena, scritto da questi in esilio a Blois in Francia. La vicenda di Stamira viene presentata come un vero e proprio "romanzo storico", alla maniera di Alexandre Dumas padre, in cui "Stamura" è il cognome della famiglia: l'eroina si chiama Maria, ha una figlia di nome Virginia, fidanzata a Guglielmo Gosia, figlio di Martino, podestà di Ancona, e amico del sacerdote Don Giovanni da Chiò, altro eroe dell'assedio del 1173. Ella è la vedova di Pietro Stamura, cittadino milanese, che per essersi opposto alle truppe del Barbarossa, è stato brutalmente seviziato e ucciso assieme ad altri patrioti lombardi: strappati gli occhi, tagliate mani e piedi e appeso ad un albero, ancora vivo, a morire lentamente dissanguato, per essere di monito ai milanesi affinché si piegassero ai voleri dell'imperatore. Di qui l'odio feroce della vedova, di nascita anconetana, rientrata nel territorio della sua città dopo l'atroce fine del marito, che, nel giorno del suo compleanno, chiede a parenti e amici un solenne giuramento di combattere fino alla morte il barbaro imperatore germanico. Se ne desume inoltre che Maria Stamura non è una povera popolana anconetana come racconta la tradizione, ma una ricca proprietaria terriera, con vari servi alle sue dipendenze e una bella villetta posta tra le mura di Ancona e la rocca di Falconara Marittima.
Il romanzo descrive poi la cerimonia di affiliazione di un medico alla società segreta dei "Politici" che, guarda caso, ha come simbolo una fascia dai colori bianco, rosso e verde chiusa da un fermaglio d'acciaio a forma di triangolo (chiari simboli della Carboneria e della Massoneria), la cui riunione si tiene in casa del canonico Giovanni da Chio.
Nel frattempo si diffonde in città la notizia dell'arrivo della flotta veneziana venuta a mettere il blocco al porto, mentre a Falconara giungono le avanguardie delle truppe imperiali che attaccano e saccheggiano le case dei contadini e uccidono i malcapitati che si oppongono loro. La famiglia Stamura viene salvata dall'intervento di un drappello di cavalieri capitanati da Giovanni da Chiò e da Guglielmo Gosia, e condotta ad Ancona assieme agli scampati dalle razzie degli imperiali.

## Ricordo

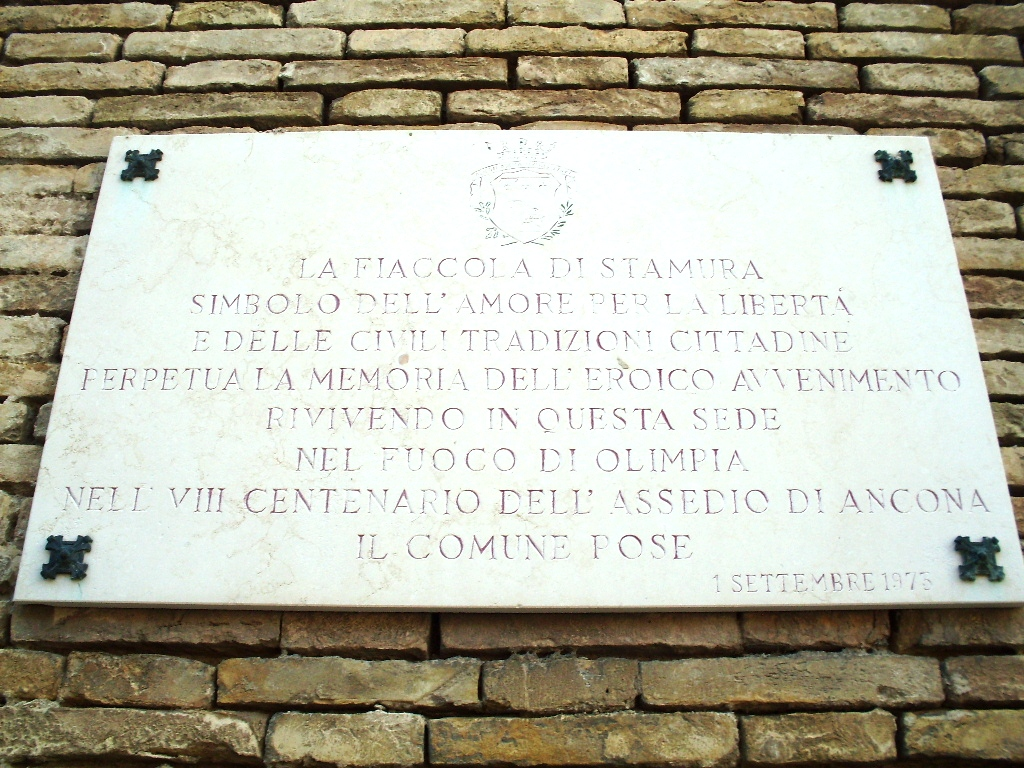
Rivellino del Lazzaretto di Ancona - targa dedicata a Stamira

Nel 1904 venne inaugurato nel cortile della Prefettura un bassorilievo raffigurante Stamira realizzato dal laboratorio dello scultore Ettore Ferrari; poi, per lo scarso gradimento del valore dell'opera mostrato dalla popolazione, venne spostato nell'atrio dell'attuale scuola elementare "Leonardo da Vinci". Il desiderio di avere in città una statua dedicata a Stamira venne coronato finalmente nel luglio 2005, con l'opera in bronzo dello scultore Guido Armeni collocata nella piazza dedicata all'eroina.
Anche il pittore anconetano ottocentesco Francesco Podesti dipinse un quadro che ritrae l'eroico gesto della generosa vedova; quest'opera è custodita presso il municipio di Bertinoro, cittadina alla quale è stata donata in riconoscimento dell'aiuto dato ad Ancona nell'assedio in cui rifulse l'eroismo di Stamira. A Bertinoro (FC) una delle antiche porte della cittadina si chiama "Porta del soccorso", come ricorda una stele del 1972, perché da quella porta uscirono le milizie di Aldruda Frangipane, contessa di Bertinoro, per portare aiuto ad Ancona assediata. Inoltre Stamira figura anche nell'altro quadro del Podesti dedicato all'assedio del 1173, il Giuramento degli Anconetani, dove la giovane vedova figura, quasi con la stessa iconografia dell'altro dipinto, fra le persone che rispondono all'esortazione del vecchio cieco a resistere, rivolgendo lo sguardo verso il cielo.
All'ingresso del rivellino del Lazzaretto di Ancona, che ospita dal secondo dopoguerra la sede ed il centro sportivo di vela della "S.E.F. Stamura", è stata posta dal Comune di Ancona il 1º settembre 1973 una targa commemorativa dell'impresa di Stamura, assimilando la fiaccola dell'eroina anconetana a quella olimpica dello sport.
Il nome di Stamira è ricordato nella sua città natale da corso Stamira (uno dei tre corsi principali del centro), da piazza Stamira e dalla società polisportiva "S.E.F. Stamura". Anche a Roma, Milano, San Benedetto del Tronto e Cagliari esistono vie intitolate all'eroina medievale.